# 张福元 (演员)
张福元（1955年—），中国北京人民艺术剧院的话剧演员。

## 作品列表

### 话剧作品
- 《哗变》
- 《茶馆》
- 《李白》
- 《全家福》
- 《我这一辈子》

### 电视剧作品
- 《三国演义》 饰 何进、王垕
- 《东周列国春秋篇》 饰 曹沫、韩厥